# Harvey D. White
Harvey D. White (* 19. November 1947) ist ein neuseeländischer Kardiologe.

## Leben
White studierte Medizin an der University of Otago mit dem Bachelor of Medicine (MB) und Bachelor of Surgery (MCh) Abschluss 1973. Danach war er Chirurg am Kew Hospital und ab 1978 als Kardiologe (Cardiology Registrar) am Green Lane Hospital des Auckland City Hospital. White leitet dort die Abteilung Coronary Care and Cardiovascular Research.
1995 erhielt er dort einen D. Sc. an der University of Otago.
White zeigte 1987, dass die Thrombolyse-Therapie, die insbesondere nach der Veröffentlichung der GISSI Studie 1986 einen Aufschwung erlebte, bei akuten Herzinfarkten die Funktion der linken Herzkammer und die Überlebensraten verbessert. 1989 verglich er in einer weiteren Studie die Wirksamkeit von Streptokinase und  Plasminogen für die Thrombolyse-Behandlung und 1990 zeigte er die Wirksamkeit von wiederholter Thrombolysebehandlung nach Infarkten aufgrund Myokarditis zur Vorbeugung weiterer Infarkte.
White leitete die PRISM-Studie (Platelet Receptor Inhibition for Ischemic Syndrome Management) über die Gabe von Antagonisten (Glykoprotein IIb/IIIa) für Thrombozyten-Rezeptoren (für Thrombozytenaggregation) und die HERO und HERO-2 Studie (Hirulog Early Reperfusion, Test der möglichen Vorteile des Antikoagulationsmittels und Hirudin-Analogons Bivalirudin gegenüber Heparin). Er ist Mitglied der VIGOUR-Gruppe (Virtual Coordinating Center for Global Collaborative Cardiovascular Research) und Ko-Leiter der Gruppe Redefinition of Myocardial Infarction der European Society of Cardiology und der American Heart Association.
Er hat eine Ehrenprofessur an der Universität Auckland.
1998 erhielt er den Prinz-Mahidol-Preis.